# Hyllisia quadriflavicollis
Hyllisia quadriflavicollis là một loài bọ cánh cứng trong họ Cerambycidae.